# Wickeln (Kochen)

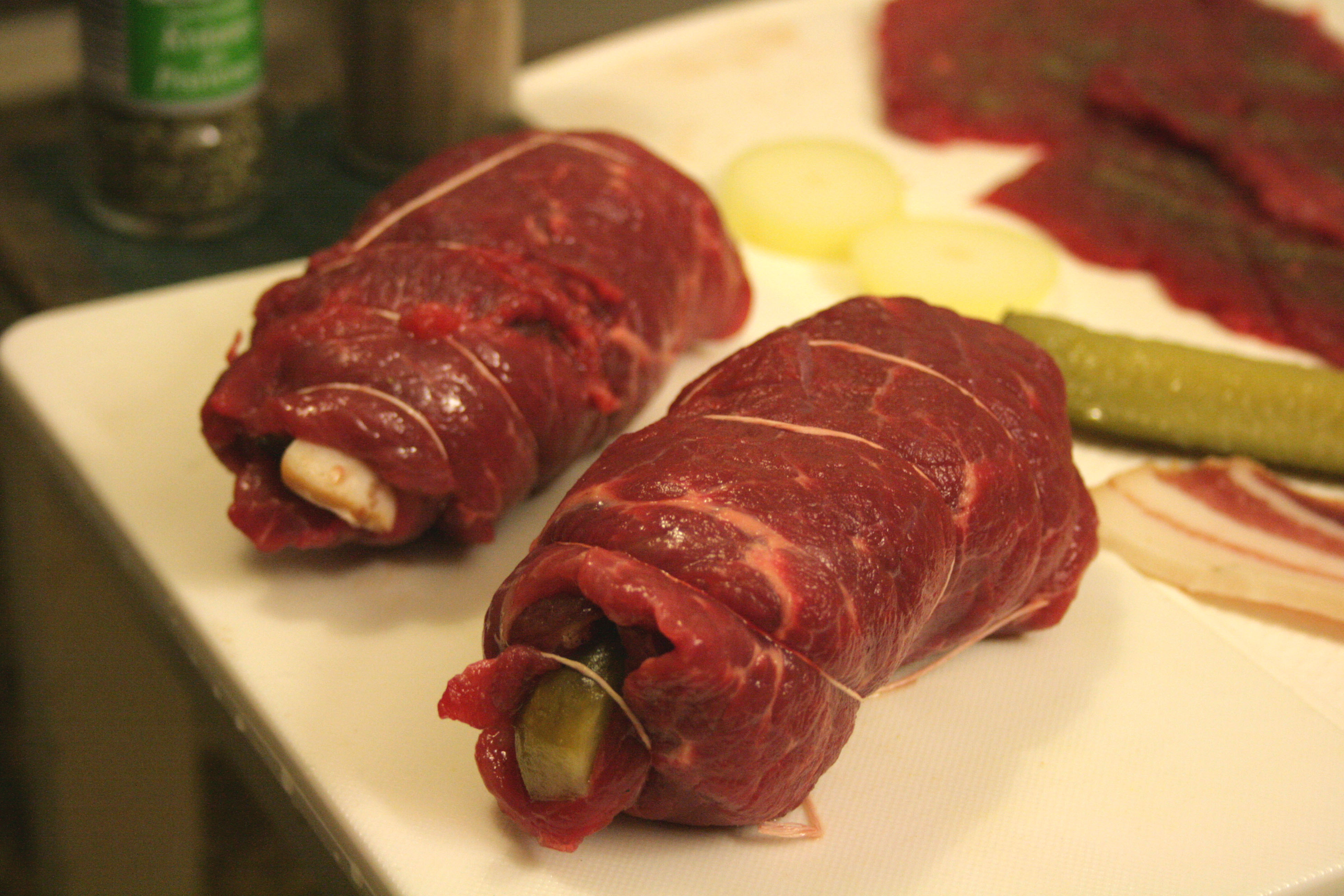
Wickeln von gefüllten Rinderrouladen (hier mit Küchengarn zusammengebunden)

Als Wickeln bezeichnet man in der Kochkunst ein Vorbereitungsverfahren, in dem Lebensmitteln eine typische gerollte Form gegeben wird. Dabei wird der Rohstoff meist mit Küchengarn, Rouladenklammern, Rouladennadeln, Holzspießchen oder auch Zahnstochern bridiert, teilweise mit Füllungen verbunden.
Typische Beispiele sind Rouladen, Kohlroulade, Rollbraten und Rollmops.